# Reburrus bancrofti
Reburrus bancrofti är en tvåvingeart som först beskrevs av Hardy 1935.  Reburrus bancrofti ingår i släktet Reburrus och familjen rovflugor. Inga underarter finns listade i Catalogue of Life.